# Małomice
Małomice (in tedesco Mallmitz) è un comune urbano-rurale polacco del distretto di Żagań, nel voivodato di Lubusz.
Ricopre una superficie di 79,5 km² e nel 2004 contava 5 518 abitanti.